# Ileana Gyulai-Drîmbă-Jenei
Ileana Gyulai-Drîmbă-Jenei (parfois Ilona, en hongrois), née Gyulai le 12 juin 1946 à Cluj et morte le 25 août 2021, est une escrimeuse roumaine. 
Elle est double médaillée de bronze olympique au fleuret par équipes.

## Biographie

### Carrière
Ileana Gyulai-Drîmbă-Jenei commence sa carrière olympique à l'âge de 18 ans, aux Jeux olympiques de 1964 à Tokyo dans l'épreuve par équipes. La Roumanie se classe 5e, battue (9 victoires à 4) par l'Union soviétique au deuxième tour.
Aux Jeux de 1968, la Roumanie sort première d'un tour de poule préliminaire en battant la Grande-Bretagne (13-3), la Pologne (10-6) et réalisant un exploit face aux soviétiques (9-7). Les rencontres de classement sont serrées : la Hongrie élimine les Roumaines de la course à la médaille d'or aux nombre de touches portées (8-8, 52 touches à 49), malgré une performance parfaite de Gyulai, qui gagne ses quatre assauts. La Roumanie obtient la médaille de bronze en remportant son dernier match contre la France sur un score similaire (8-8, 47-45). L'équipe soviétique, battue au premier tour, remporte la médaille d'or. Individuellement, Gyulai se classe 13e.
Sa seconde médaille olympique vient quatre ans plus tard, aux Jeux de 1972, également en bronze et par équipes. De nouveau, la Roumanie s'impose contre les équipes britannique (9-7) et française (8-7) pour se qualifier, et domine l'Allemagne de l'Ouest (8-6) en quart de finale, avant de chuter face aux Soviétiques (4-9). Dans le match pour la troisième place contre l'Italie, Gyulai ne gagne qu'un de ses quatre assauts, mais ses coéquipières parviennent à combler ce handicap et remporter la rencontre (9-7). 
Une dernière participation aux Jeux, en 1976 à Montréal, tourne court pour l'équipe de Roumanie. Deux défaites contre la France et l'Italie et une victoire étriquée contre Cuba (8-8, 66-60) relèguent l'équipe roumaine à la 7e place.
Les championnats du monde d'escrime 1969 seront l'occasion d'une consécration individuelle et collective : en battant l'Union soviétique, la Roumanie obtient le titre mondial. Individuellement, Gyulai obtient son meilleur résultat en se classant 2e derrière Elena Novikova.

### Famille
Ileana Gyulai-Drîmbă-Jenei a été l'épouse de l'escrimeur champion olympique Ion Drîmbă avant de divorcer et d'épouser le footballeur et entraîneur Emeric Jenei, avec lequel elle a eu une fille appelée Cristina.

## Palmarès
- Jeux olympiques
  -  Médaille de bronze par équipes aux Jeux olympiques de 1968 à Mexico
  -  Médaille de bronze par équipes aux Jeux olympiques de 1972 à Munich

- Championnats du monde d'escrime
  -  Médaille d'or par équipes aux championnats du monde d'escrime 1969 à La Havane
  -  Médaille d'argent par équipes aux championnats du monde d'escrime 1965 à Paris
  -  Médaille d'argent aux championnats du monde d'escrime 1969 à La Havane
  -  Médaille d'argent par équipes aux championnats du monde d'escrime 1970 à Ankara
  -  Médaille de bronze par équipes aux championnats du monde d'escrime 1967 à Montréal
  -  Médaille de bronze par équipes aux championnats du monde d'escrime 1973 à Göteborg
  -  Médaille de bronze par équipes aux championnats du monde d'escrime 1974 à Grenoble